# Університет Тампере

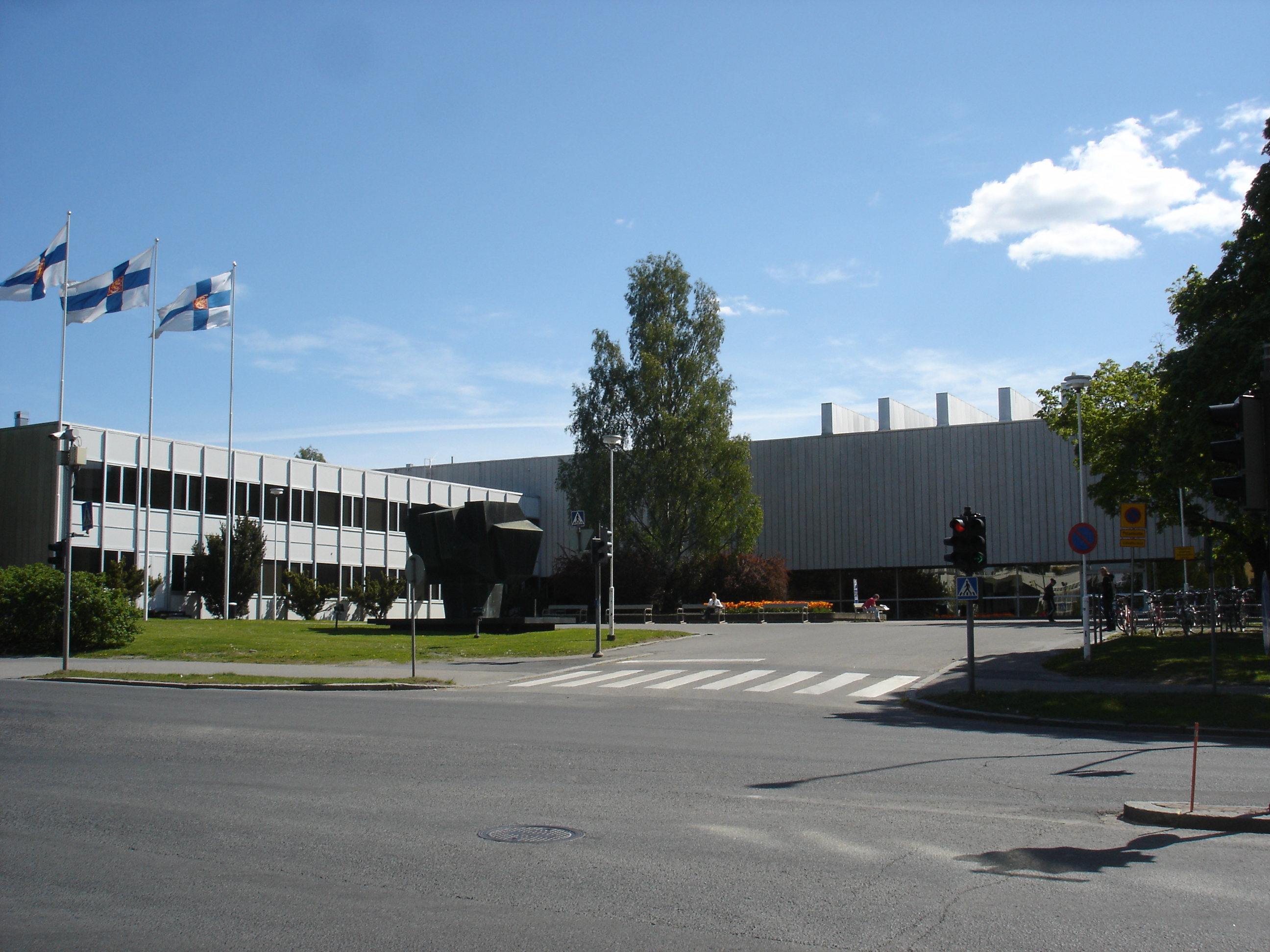
Будівля університету

Університет Тампере (фін. Tampereen yliopisto, швед. Tammerfors universitet) — один з колишніх університетів Фінляндії, розташований на півдні Фінляндії, в місті Тампере. Заснований в 1925 році.
У 2013 році в рейтингу авторитетної британської компанії QS Quacquarelli Symonds університет займав 376-те місце серед найкращих університетів світу.
1 січня 2019 року об'єднався з Тамперським технологічним університетом. Об'єднаний заклад називається Тамперський університет.

## Історія
Спочатку університет був заснований в місті Гельсінкі в 1925 році і називався тоді Громадянською академією. В академії значилося на той момент 27 студентів. У 1930 році навчальний заклад перейменували в Інститут соціальних наук. До того часу кількість студентів зросла до 195.
У 1960 році навчальний заклад переїхав до міста Тампере, і в 1966 році отримав назву: Університет Тампере.
У 2011 році в університеті провели реструктуризацію факультетів, з'єднавши між собою деякі факультети і змінивши їхні назви. Ректором університету є на цей час Кайя Холлі (фін. Kaija Holli).

## Факультети
- Біологічний
- Інформаційний
- Факультет управління
- Педагогіки
- Факультет сучасних мов, перекладознавства та літератури
- Медичний
- Факультет комунікацій та медіа
- Факультет соціально-культурної діяльності

Також університет має ряд магістратур та аспірантур: гуманітарних наук, економіки, педагогіки, суспільствознавства, психології.

## Відомі випускники
- Акі Каурісмякі — фінський кінорежисер, сценарист, кіноактор.
- Юркі Катайнен — фінський політик, колишній прем'єр-міністр Фінляндії.
- Санна Марін — прем'єр-міністр Фінляндії.
- Вієно Сукселайнен — фінський політичний діяч, 36-й і 40-й прем'єр-міністр Фінляндії.